# Peperomia connixa
Peperomia connixa är en pepparväxtart som beskrevs av Trel. & Yunck.. Peperomia connixa ingår i släktet peperomior, och familjen pepparväxter. Inga underarter finns listade i Catalogue of Life.